# 霞橋 (横浜市中区)

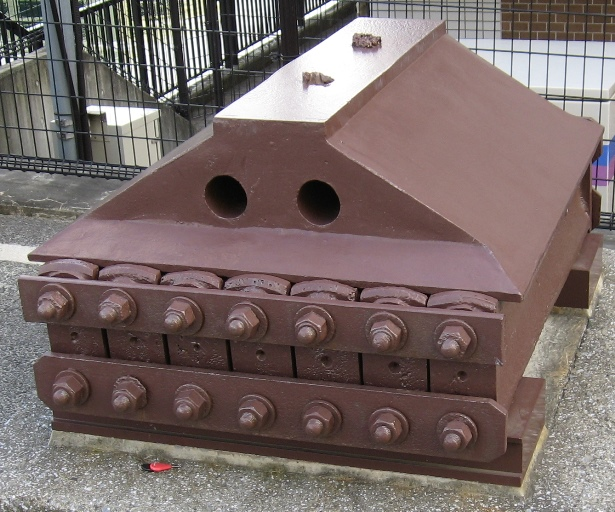
転用前の江ヶ崎跨線橋時代まで使用されていた支承

霞橋（かすみばし）は、横浜市中区新山下1丁目の新山下運河に架かる道路橋（トラス橋）である。

## 歴史
最初の橋は幅4メートルの車道橋が1964年（昭和39年）に、幅1.5メートルの人道橋が1976年（昭和51年）に完成した。しかし平成20年（2008年）度に行われた水中調査、翌年度に実施された板厚測定で腐食が確認されたことから架け替えられることになり、市が総事業費5億円を投じて工事を行った。このとき部材として新鶴見操車場の江ヶ崎跨線橋の一部が活用された。
部材は元は1896年（明治29年）に竣工した日本鉄道土浦線（現・常磐線）の隅田川橋梁に用いられたものである。イギリス製の鋼材を輸入、イギリス人技師の指導のもとに日本人が設計と製造を行った。支間長62.8メートルは当時の鉄道橋としては最大級の規模であり、複線式のプラットトラスは日本で初めての構造であった。しかし1928年（昭和3年）、機関車の荷重増により橋は撤去された。
1929年（昭和4年）、隅田川橋梁のプラットトラス2連と東北本線の荒川橋梁（1895年竣工）が組み合わされ、新鶴見操車場の開業で分断される鶴見区と川崎市幸区を結ぶ江ヶ崎跨線橋に活用された。老朽化により再び橋は撤去されたが、橋の歴史的価値から横浜市が腐食の進んでいない部材を保存し、霞橋の架け替えに転用することになった。
上部工工事は盛岡市の北日本機械が担当、盛岡で組み立てられた橋は陸送で横浜に運ばれ、現地に据え付けられた。同時期に周辺で架け替えられる新開橋と見晴橋では新たに橋が架けられることから、霞橋では古い橋を再利用することについて住民の理解を得るため、住民向けの広報活動も行われた。完成が近づいた2012年（平成24年）12月からは橋がライトアップされ、住民から好評を得た。周辺整備も合わせて行われ、橋の傍には由来を説明した解説板が設置され、江ヶ崎跨線橋から運ばれた支承1個がモニュメントとして置かれた。
掛け替えられた橋は2013年（平成25年）3月21日に供用を開始した。2014年（平成26年）6月には土木学会田中賞も受賞した。同賞を受賞した橋の中では霞橋は最も短いという。このほか横浜市都市整備局主催の「横浜・人・まち・デザイン賞」まちなみ景観部門など、さまざまな賞を受賞している。